# Nová Bašta
Nová Bašta es un municipio del distrito de Rimavská Sobota en la región de Banská Bystrica, Eslovaquia, con una población estimada a final del año 2024 de 498 habitantes.
Se encuentra ubicado al este de la región, en la cuenca hidrográfica del río Sajó —un afluente derecho del río Tisza— y cerca de la frontera con la región de Košice y con Hungría.

## Demografía
| Año        | 1994 | 2004     | 2014    | 2024    |
| ---------- | ---- | -------- | ------- | ------- |
| Población  | 607  | 529      | 505     | 498     |
| Diferencia |      | −12,85 % | −4,53 % | −1,38 % |

| Año        | 2023 | 2024    |
| ---------- | ---- | ------- |
| Población  | 500  | 498     |
| Diferencia |      | −0,40 % |